# Хористи
Хористи (грч. Χωριστή) је насељено место у општини Драма у периферији Источна Македонија и Тракија, Грчка. Према попису из 2021. године било је 2.512 становника.
Према бугарском географу и историчару, Василу Канчову, у Хористима је 1900. године живело 1.750 Грка и 300 Турака. Године 1923. турско становништво је принудно исељено у Турску а на њихово место су насељене 272 грчке избегличке породице, укупно 1.900 особа. На попису из 1928. године Хористи су имали 3.200 становника. Село се раније звало Чаталџа.